# جيسيكا بف
جيسيكا بف (بالإنجليزية: Jessica Pugh) هي لاعبة كرة الريشة بريطانية، ولدت في 17 مارس 1997 في تيلفورد في المملكة المتحدة.

## وصلات خارجية
- جيسيكا بف على موقع BWF.tournamentsoftware.com (الإنجليزية)
- جيسيكا بف على موقع BWFbadminton.com (الإنجليزية)